# Jacqueline Toxopeus
Jacqueline Toxopeus, född den 11 december 1964 i Wageningen, Nederländerna, är en nederländsk före detta landhockeyspelare.
Hon tog OS-brons i damernas landhockeyturnering i samband med de olympiska landhockeytävlingarna 1996 i Atlanta.